# This War Is Ours
This War Is Ours (traducido como Esta guerra es nuestra) es el segundo álbum de estudio de la banda de post-hardcore Escape the Fate. Este álbum fue liberado el 21 de octubre de 2008 por el sello discográfico Epitaph Records. Producido por John Feldmann.,
Este es el primer álbum de Escape The Fate donde Craig Mabbitt debutó de vocalista principal de la banda, y es también el primer álbum en el que no participa el guitarrista Omar Espinosa. Debutó en la posición número 35 del Billboard 200, vendiendo en su primera semana 13.000 copias.
Con respecto al sonido del álbum el bajista Max Green dijo lo siguiente:
```

```

La gente va a perder la cabeza y definitivamente sorprenderá cuando escuche las voces de Craig mezclado con diversos sonidos de Escape. Esta es la nueva generación del rock. [...] Hemos pasado por un montón de mierda este último año, y tomó todos que la ira, la frustración, la tristeza será moldeada en un disco con estribillos enormes de rock con riffs y melodías, y los tambores que dar a sus padres un ataque al corazón. Este nuevo álbum no va a ser un álbum de metal hardcore y no va a ser un álbum melódico suave, somos lo que somos, somos Escape the Fate.- Max Green, bajista de la banda

## Producción y lanzamiento
El 2 de septiembre, la banda creó una página especial en Buzznet, la que requirió a 50 mil fanes, si se superaba el número, estos podrían descargar de forma gratuita la primera canción del nuevo álbum. Debido al éxito de la operación y solo en 30 horas, la banda lanzó el tema The Flood. El sencillo fue lanzado el 16 de septiembre. El 1 de octubre, la banda lanzó This War Is Ours (The Guillotine II) como descarga gratuita. Las copias del álbum fueron puestas a la venta en su gira con Chiodos y Silverstein, incluso antes del lanzamiento oficial.
This War Is Ours fue lanzado el 21 de octubre oficialmente.
El video oficial de Something fue lanzado en MTV el 12 de enero de 2009. El video oficial de 10 Miles Wide fue lanzado el 9 de junio y The Guillotine Part II fue lanzado el 27 de abril de 2010, aunque fue grabado el 9 de enero en Santa Ana (California).

### Edición deluxe
En una entrevista con Max y Craig, anunciaron el lanzamiento deluxe de This War Is Ours. El CD incluye dos nuevos temas, Bad Blood y Behind The Mask, la versión acúsitca de Harder Than You Know y el remix de Shawn Crahan (el payaso de Slipknot) titulado This War Is Mine. También viene con un DVD que presenta los videos musicales de The Flood, Something, 10 Miles Wide y The Guillotine Part II, junto a un documental de la banda. La versión deluxe fue lanzada el 27 de abril de 2010.

## Listado de canciones
Todas las canciones escritas por Craig Mabbitt y compuestas por Escape the Fate

| N.º | Título                                        | Duración |  |
| 1.  | «We Won't Back Down»                          | 3:31     |  |
| 2.  | «On To The Next One»                          | 3:10     |  |
| 3.  | «Ashley»                                      | 3:28     |  |
| 4.  | «Something»                                   | 3:40     |  |
| 5.  | «The Flood»                                   | 3:35     |  |
| 6.  | «Let It Go»                                   | 3:30     |  |
| 7.  | «You Are So Beautiful»                        | 2:50     |  |
| 8.  | «This War Is Ours (The Guillotine Part II)»   | 4:29     |  |
| 9.  | «10 Miles Wide» (Con Josh Todd de Buckcherry) | 2:48     |  |
| 10. | «Harder Than You Know»                        | 4:23     |  |
| 11. | «It's Just Me»                                | 4:58     |  |

Versión Deluxe
| Deluxe Edition |                                           |          |  |
| N.º            | Título                                    | Duración |  |
| 12.            | «Bad Blood» (B-Side)                      | 4:17     |  |
| 13.            | «Behind The Mask» (B-Side)                | 3:15     |  |
| 14.            | «Harder Than You Know» (Acústico)         | 4:19     |  |
| 15.            | «This War Is Mine» (Clown Slipknot Remix) | 5:42     |  |

Versión Deluxe CD/DVD
| DVD |                                                       |          |  |
| N.º | Título                                                | Duración |  |
| 1.  | «The Flood» (Video)                                   |          |  |
| 2.  | «Something» (Video)                                   |          |  |
| 3.  | «10 Miles Wide» (Video)                               |          |  |
| 4.  | «This War Is Ours (The Guillotine Part II)» (Video)   |          |  |
| 5.  | «Escape the Fate - This War Is Ours Behind The Music» |          |  |
| 6.  | «Escape the Fate - This War Is Ours European Tour»    |          |  |

## Historia de lanzamiento

### CD
| Región     | Fecha                 | Casa    |
| ---------- | --------------------- | ------- |
| En tiendas | 21 de octubre de 2008 | Epitaph |

### Edición Deluxe
| Región                      | Fecha               | Casa    |
| --------------------------- | ------------------- | ------- |
| Pre-orden en Estados Unidos | 23 de abril de 2010 | Epitaph |
| Pre-orden mundial           | 24 de abril de 2010 | Epitaph |
| En tiendas                  | 27 de abril de 2010 | Epitaph |

## Posicionamiento
| Listas (2008)                    | Posición |
| -------------------------------- | -------- |
| US Billboard 200                 | 35       |
| US Top Rock Albums               | 12       |
| US Top Digital Albums            | 35       |
| US Top Independent Albums        | 2        |
| US Top Pop Catalog Albums (2010) | 34       |
| US Top Alternative Albums        | 8        |

## Personal
| Escape The Fate - Craig Mabbitt – voces - Bryan Money – guitarra principal/rítmica, teclados, coros. - Max Green – bajo, coros. - Robert Ortiz – batería, percusión, coros. Producción - John Feldmann – producción, mezcla, ingeniería de sonido. - Brett Allen – director - Matt Appleton – ingeniería de sonido. - Casey Howard – artwork - Kyle Moorman – ingeniería de sonido. - David Neely – director - John Nicholson – técnico de batería. - Joey Simmrin – administración - Adam Topol – director | Músicos adicionales - Josh Todd – voces en 10 Miles Wide, coros en Harder Than You Know. - Shawn "Clown" Crahan – remix en This War Is Mine. - Matt Appleton – teclados, sintetizadores, órgano, ukelele, charango, coros. - John Feldmann – teclados, programación, percusión, coros. - Kyle Moorman – kalimba, coros. - Jess Neilson – flauta - Julian Feldmann – coros - Benji Madden – coros |